# 北照高等学校
北照高等学校（ほくしょうこうとうがっこう、Hokusho High School）は、北海道小樽市最上に所在する私立高等学校。

## 概要
1901年7月に実業学校令に基づく私立小樽商業を創立。1915年2月、私立北海商業学校と改称、戦後の学制改革により北海商業学校を廃止し、北照高等学校並びに併設中学校設置（併設中学校は1954年2月に廃止）。
2017年からは小樽発祥のブドウである「旅路」とワインの醸造を通じて、農業・食・観光の課題解決に取り組んでいる。

## 沿革
- 1901年 - 「私立小樽商業学校」として開校。
- 1915年 - 「私立北海商業学校」に改称。
- 1919年 - 「北海商業学校」に改称。
- 1948年3月14日 - 北海商業学校を廃止し「北照高等学校」を設立。
- 1951年 - 学校法人化。
- 1980年12月 - 現在地に移転。
- 1998年 - 男子校から共学化、同年に女子校だった小樽双葉高等学校も共学化して小樽市内の高校はすべて共学となった。

## 部活動
- 運動部
  - スキー部 - 全国高校総体（インターハイ）優勝7回を誇り、オリンピック選手を数多く育成してきた[3][4]。
  - 男子サッカー部 - 1970年創部後、全国高等学校総合体育大会に1回の出場がある[5]。
  - 野球部 - 明治神宮野球大会に4回と選抜高等学校野球大会に5回と全国高等学校野球選手権大会に5回の出場がある。特に2010年春（第82回）と2013年春（第85回）ではベスト8入りを果たしてプロ選手も数多く輩出している[6]。甲子園大会の初出場は1991年夏（第73回、河上敬也監督）で、これは小樽支部の高校では初の甲子園大会出場であった[7]。
  - バドミントン部
  - 陸上部
  - ウエイトトレーニング部
- 文化部
  - 吹奏楽部
  - 放送部
  - 図書同好会

## 著名な出身者

### ウィンタースポーツ
- 関口勇（レークプラシッド・ガルミッシュパルテンキルヘンオリンピック クロスカントリー日本代表）
- 野戸恒男（インスブルック・グルノーブルオリンピック アルペン日本代表）
- 工藤誠二（英語版）（1972年札幌オリンピック クロスカントリースキー日本代表）
- 柏木正義（札幌オリンピック アルペンスキー日本代表）
- 勝呂裕司（札幌・インスブルックオリンピック ノルディック複合日本代表）
- 中野秀樹（札幌オリンピック ノルディック複合日本代表）
- 八木弘和（レークプラシッド・1984年サラエボオリンピック スキージャンプ日本代表）
- 川端隆普美（レークプラシッドオリンピック スキージャンプ日本代表）
- 工藤哲史（1988年カルガリーオリンピック フリースタイルスキー日本代表）
- 宮崎秀基（英語版）（カルガリーオリンピック ノルディック複合日本代表）
- 岡部哲也（カルガリー・アルベールビル・1994年リレハンメルオリンピック アルペンスキー日本代表）
- 船木和喜（長野・2002年ソルトレークシティオリンピック スキージャンプ日本代表）
- 皆川賢太郎（トリノ・2010年バンクーバーオリンピック アルペンスキー日本代表）
- 佐々木明（トリノ・バンクーバーオリンピック アルペンスキー日本代表）
- 吉岡大輔（トリノオリンピック アルペンスキー日本代表）

### その他
- 大脇浩二（元プロ野球選手）
- 米野智人（元プロ野球選手）
- 上村和裕（元プロ野球選手）
- 加登脇卓真（元プロ野球選手、警察官）
- 植村祐介（元プロ野球選手）
- 谷内田敦士（元プロ野球選手）
- 吉田雄人（元プロ野球選手）
- 又野知弥（元プロ野球選手）
- 西田明央（元プロ野球選手）
- 西森将司（元プロ野球選手）
- 村上海斗（元プロ野球選手）
- 齋藤綱記（プロ野球選手）
- 高橋幸佑（プロ野球選手）
- 河上敬也（元独立リーグ野球監督、元野球部監督）